# Гамильтон, Макс
Макс Гамильтон (родился 12 апреля 1912 года, умер 9 сентября 1988 года) — британский психиатр, известный прежде всего изобретением шкал Гамильтона для оценки тревоги и для оценки депрессии.